# Национальная контейнерная компания
Национа́льная контейнерная компа́ния (НКК) — один из крупнейших контейнерных операторов в России и СНГ в 2000-е годы. Компания была создана в 2002 году, её контейнерные терминалы были расположены в основном на Балтийском море. Совокупный контейнерный грузооборот морских контейнерных терминалов в 2012 году составил около 1,069 млн TEU. В 2013 году НКК была продана и стала частью компании Global Ports.

## История
В 2002 году «Северстальтранс», на базе которой в дальнейшем сформируется холдинг «Н-Транс», совместно с группой First Quantum, которая являлась одним из акционеров ОАО «Морской порт Санкт-Петербург», создал «Национальную контейнерную компанию». В новое предприятие вошёл проект контейнерного терминала в Усть-Луге, реализуемый совместно с немецкой Eurogate, и совместный с группой «Дело» проект контейнерного терминала НУТЭП в Новороссийске.
В 2006 году партнёры разделили «Национальную контейнерную компанию». «Северстальтранс» получила доли в дальневосточных контейнерных терминалах — «Владивостокском контейнерном терминале» (это было СП с ОАО «Владивостокский морской торговый порт») и «Восточной стивидорной компании» (другим акционером был Dubai Port World). First Quantum получил активы НКК на Северо-Западе и Юге — «Первый контейнерный терминал», «Балтийский контейнерный терминал» (современный «Усть-Лужский контейнерный терминал»), долю в новороссийском НУТЭПе и «Каспийский контейнерный терминал» в порту Оля. В том же 2006 году у НКК появился новый акционер — 50 % акций купила группа FESCO.
В 2009 году стартовала работа наземного контейнерного терминала и логистического комплекса в Шушарах («Логистика-Терминал»), строительство которого велось с 2007 года. На «Логистика-Терминале» в 2011 году впервые в России была применена технология «сухого порта», допускающая свободное перемещение контейнеров между морским и тыловым терминалом.
В 2010 году FESCO вышла из капитала НКК. Долю выкупила второй акционер после продолжительного конфликта на фоне отказа FESCO финансировать развитие терминала в Усть-Луге.
В декабре 2011 года состоялся пуск в эксплуатацию первой очереди «Усть-Лужского контейнерного терминала» в порту Усть-Луги; первый судозаход осуществила компания Unifeeder.
В 2011 году ГК «Дело» выкупила у НКК долю в НУТЭП.
На 2012 года «Национальная контейнерная компания» была крупнейшим в России оператором контейнерных терминалов. На тот момент под её управлением находилось пять контейнерных терминалов: «Первый контейнерный терминал» (Санкт-Петербург), "Усть-Лужский контейнерный терминал (Ленинградская область), Логистика-терминал (Шушары, Санкт-Петербург), «Контейнерный терминал „Ильичевск“» (Одесская область, Украина), «Национальный контейнерный терминал» (Рига, Латвия). Также группа управляла двумя контейнерными операторами: «НКК Логистика» (железнодорожный оператор) и «Балтконтейнер» (автотранспортный оператор). Совокупный контейнерный грузооборот морских контейнерных терминалов Группы НКК в 2012 году составил около 1,069 млн TEU. За первые шесть месяцев 2013 года морскими терминалами группы НКК было перевалено около 561 тыс. TEUs, что примерно на 7 % больше по сравнению с первым полугодием 2012 года. В 2012 году консолидированная выручка составила $253,3 млн, скорректированный показатель EBITDA составил $164 млн.
В 2013 году Global Ports, созданная из портовых активов «Н-Транс», купила «Национальную контейнерную компанию». В сделку вошли 100 % «Первого контейнерного терминала», 80 % «Усть-Лужского контейнерного терминала» и 100 % в «Логистике Терминал». За 100 % НКК отдала Global Ports $291 млн и 18 % собственных акций, в результате чего доли основных акционеров Global Ports — TIHL (представляет интересы акционеров «Н-Транс») и APM Terminals B.V. (терминальное подразделение группы A.P. Møller — Mærsk) — снизились с 37,5 % до 30,75 %, доля акций в свободном обращении уменьшился с 25 % до 20,5 %; структуры акционеров НКК — Андрей Кобзарь и менеджмент First Quantum — получили по 9 % в капитале Global Ports. В результате сделки объединённая компания заняла 82 % рынка контейнерных оборотов Петербурга, 79 % всего северо-запада от Мурманска до Калиниграда и около 39 % по всей России.